# Chlorophorus semikanoi
Chlorophorus semikanoi là một loài bọ cánh cứng trong họ Cerambycidae.